# Alionematichthys minyomma
Alionematichthys minyomma är en fiskart som först beskrevs av Sedor och Cohen, 1987.  Alionematichthys minyomma ingår i släktet Alionematichthys och familjen Bythitidae. Inga underarter finns listade i Catalogue of Life.